# Obispos
Obispos is een gemeente in de Venezolaanse staat Barinas. De gemeente telt 36.300 inwoners. De hoofdplaats is Obispos.